# Латаиф
Латаиф (араб. لطائف‎, единственное число: латифа араб. لطيفة‎), — «тонкие» психоэнергетические центры в теле человека согласно суфийской мистической традиции.
Латаиф называют также «точками чистоты»,  «местами озарения», «центрами реальности». Латаиф считаются центрами духовного восприятия, центрами, через которые часто происходит обмен энергиями бараки.
На суфийском пути существуют различные комплексы практик работы с латифами (в основном с помощью зикров), призванные активизировать работу латиф, «открыть их» для того, чтобы добиться духовной трансформации адепта.

Концепции психоэнергетических центров также присутствуют в духовных традициях каббалы, индуизма, буддизма и даосизма.
Любое упоминание психоэнергетических центров вне религиозного или философского контекста является псевдонаучным.

## Система латаиф
В различных тарикатах используются системы состоящие из пяти, шести или семи латиф. Каждой латифе соответствует точка на теле человека.
Согласно книге «Ал-Фава’ид ал-мухимма» Зайнууллы Расулева латаиф состоит из следующих латиф:
- кальб (сердце) – расположена в левой верхней части груди, соответствует чувству любви;
- рух (душа);
- сирр (тайный);
- хафи (таинственный);
- ахфа (глубоко скрытый) – расположена в центре груди, соответствует фане;
- латыфа нафс;
- латыфа джасад.

В тарикате Кубравия используют следующие названия латиф:
- латифа галабия – соответствует  чёрному цвету и эмоциональном началу;
- латифа нафсия – соответствует синему цвету и животному началу;
- латифа калбия – соответствует красному цвету и телесному началу;
- латифа сиррия – соответствует белому цвету и сознанию;
- латифа рухия – соответствует жёлтому цвету и творческому началу;
- латифа хафия – соответствует чёрному цвету  и образу Иисуса;
- латифа хаккия – соответствует зелёному цвету, духовному совершенству и образу Мухаммада.